# Confidential Agent
 Confidential Agent és una pel·lícula estatunidenca dirigida per Herman Shumlin, estrenada el 1945.

## Argument
Rosa, una jove pobre, mata el seu marit a causa d'un engany. Per semblar innocent crida l'agent secret Luis Denard. Per desconcentrar-lo Rose el sedueix, emborratxant-lo.

## Repartiment
- Charles Boyer: Luis Denard
- Lauren Bacall: Rose Cullen
- Victor Francen: Licata
- Wanda Hendrix: Else
- George Coulouris: capità Currie
- Peter Lorre: Contreras
- Katína Paxinoú: Mrs. Melandez
- John Warburton: Neil Forbes
- Holmes Herbert: Lord Benditch
- Dan Seymour: Mr. Muckerji
- Ian Wolfe: Dr. Bellows
- George Zucco: Detectiu Geddes
- Miles Mander: Mr. Brigstock